# Aspidistra connata
Aspidistra connata är en sparrisväxtart som beskrevs av Tillich. Aspidistra connata ingår i släktet Aspidistra och familjen sparrisväxter. Inga underarter finns listade i Catalogue of Life.